# Tropidophiidae
Tropidophiidae é uma família de répteis escamados da subordem Serpentes.
Os Tropidophiidae, popularmente conhecida como jibóias anãs ou cobras do trovão, não são peçonhentas e podem ser encontradas no México, nas Índias Ocidentais e do sul ao sudeste do Brasil. São cobras fossoriais de pequeno a médio porte, algumas com belos e marcantes padrões de cores. Atualmente, possuem 2 gêneros vivos, contendo 34 espécies. Dois outros gêneros (Ungaliophis e Exiliboa) já foram considerados tropidofiídeos, mas agora são conhecidos por serem mais intimamente relacionados aos boídeos e são classificados na subfamília Ungaliophiinae. Há um número relativamente grande de fósseis de cobras que foram descritos como tropidofídeos (porque suas vértebras são fáceis de identificar), mas não se sabe quais delas são mais relacionadas a Tropidophis e Trachyboa e quais são mais relacionadas a Ungaliophis e Exiliboa. .

## Descrição
Essa família de cobras está restrita aos neotrópicos, sendo encontrada principalmente em Hispaniola, Jamaica e nas Ilhas Cayman, com a maior diversidade observada em Cuba, onde novas espécies continuam a ser descobertas. Elas são relativamente pequenas, com um comprimento total médio (incluindo a cauda) de aproximadamente 30 a 60 cm (12 a 24 polegadas). Um exemplo notável é a Rieppelophis ermannorum, também conhecida como jiboia-pigmeu, já extinta.

## Géneros
- Trachyboa
- Tropidophis